# Atef Salem
Atef Salem,, est un réalisateur et scénariste égyptien né le 23 juillet 1927 au Soudan et mort le 30 juillet 2002 au Caire.

## Filmographie

### Réalisateur
- 1953 : L'Abandonnée
- 1954 : Une nuit dans la vie
- 1954 : On a fait de moi un assassin (ar) (جعلوني مجرما)
- 1954 : Aube
- 1956 : Le Révolté
- 1956 : Miracle du ciel
- 1957 : Apprenez-moi l'amour
- 1957 : L'Amour du millionnaire
- 1958 : Le Rivage des secrets
- 1958 : Rendez-vous avec un inconnu
- 1959 : Tempête sur le Nil (ar) (صراع في النيل)
- 1959 : Nous les étudiants (ar) (إحنا التلامذة)
- 1959 : Crime passionnel
- 1960 : Le Secret d'une femme
- 1960 : Les Sept Filles
- 1961 : Un jour de ma vie
- 1961 : Temple d'amour
- 1961 : Impossibilité de s'entendre
- 1963 : La Vérité toute nue
- 1963 : La Mère de la mariée
- 1964 : L'Ombre du passé
- 1965 : Les Mamelouks
- 1965 : Khan el Khalili
- 1966 : Une femme de Paris
- 1966 : La Révolution du Yémen
- 1968 : Le Cirque
- 1969 : Tailleur pour dames
- 1970 : Jeunes Filles à l'université
- 1972 : La Belle Bergère
- 1973 : Le Temps de l'amour
- 1973 : Ma femme est une hippie
- 1973 : L'Escalier de service
- 1974 : Le Petit-fils
- 1975 : La Reine et moi
- 1975 : Les Jeunes Gens de nos jours
- 1975 : Et passe le train de la vie
- 1976 : Première Année d'amour
- 1977 : Ainsi passent les jours
- 1977 : Pieds nus sur un pont d'or
- 1978 : La vie est finie, mon fils
- 1978 : Les Misérables
- 1979 : Tempête de larmes
- 1979 : L'Amoureuse
- 1979 : Le Vainqueur des ténèbres
- 1980 : Les Petits Renards
- 1984 : La Panthère noire Producteur
- 1992 : Tut tut

### Acteur
- 1943 : Magda
- 1974 : Au revoir ma jolie

### Producteur
- 1956 : Voix du passé

### Scénariste
- 1968 : al-Cirk

## Récompenses

### Nominations
- 1965 : au Festival de Cannes, il a été nommé au prix du Meilleur Court Métrage de Fiction pour Sanawat el magd
- 1967 : au Festival International du Film de Moscou, il a été nommé au Grand Prix pour Khan el khalili